# OpenAI
OpenAI je nezisková organizace pro výzkum umělé inteligence (AI), která se zaměřuje na opatrnou propagaci a vývoj open-source přátelské AI způsobem, který spíše pomůže než uškodí celému lidstvu. Jejím známým produktem je chatbot ChatGPT, schopný diskutovat prakticky na libovolné téma a vybavený velkou zásobou znalostí o světě. Založili ji Elon Musk a Sam Altman v roce 2015. Organizace se zaměřuje na „volnou/otevřenou spolupráci“ s dalšími institucemi a výzkum zachováváním svých patentů výzkumu[zdroj?] otevřeným veřejnosti. Společnost je podporována přislíbenou 1 miliardou amerických dolarů, ale předpokládá se, že jen malá část z celkové přislíbené částky bude utracena během prvních pár let. Motivací mnoha zaměstnanců a členů vedení jsou obavy z existenčního rizika umělé inteligence.

## Motivace
Někteří vědci, jako například Stephen Hawking a Stuart Russell věří, že pokud AI jednoho dne získá schopnost přestavovat sebe sama stále rostoucí rychlostí, mohl by nekontrolovatelný „výbuch inteligence“ vést k lidskému vyhynutí. Průmyslový magnát Elon Musk charakterizoval AI jako největší existenční hrozbu. Zakladatelé OpenAI vytvořili jako neziskovou a na finančních závazcích nezávislou, aby mohli soustředit svůj výzkum na tvoření pozitivního dlouhodobého dopadu na lidstvo.
OpenAI uvádí, že „je těžké odhadnout, jak moc může AI na úrovni člověka společnosti prospět,“ a je stejně obtížné si představit, „jak moc by mohla společnosti uškodit, pokud bude špatně navržena či použita“. Výzkum o bezpečnosti jejího využití nemůže být odkládán: „kvůli překvapivé historii AI je těžké předpovědět, kdy by mohla AI na úrovni člověka být k dispozici“. OpenAI prohlašuje, že AI „by měla být rozšířením vůlí jednotlivých lidí a v duchu svobody rovnoměrně šířena tak, jak je to jen možné...“ Druhý předseda Sam Altman očekává, že projektu bude trvat desítky let, než překoná lidskou inteligenci.
Vishal Sikka, ředitel společnosti Infosys prohlásil, že „otevřenost“, kde by byla snaha „produkovat výsledky pouze ve větším zájmu lidstva“, byla jednou ze základních podmínek jeho podpory a že OpenAI „se dobře shoduje s našimi dlouhodobými hodnotami“ a s jejich „dělat smysluplnou práci“. Cade Metz z Wired naznačil, že korporace jako Amazon mohou být motivovány touhou použít open-source software a dat k vyrovnání své pozice vůči korporacím jako Google a Facebook, které vlastní ohromné množství důvěrných dat. Altman prohlásil, že Y Combinator společnosti budou sdílet svá data s OpenAI.

## Strategie
Musk pokládá otázku: „Jak nejlépe můžeme docílit zajištění dobré budoucnosti? Můžeme zůstat na vedlejší koleji, povzbuzovat nesmyslné regulace, nebo se připojit se správnou strukturou a lidmi, kterým nejvíce záleží na vývoji AI bezpečným způsobem, který pomůže lidstvu“. Musk uznává: „Vždycky existuje určité riziko, že ve snaze vytvořit (přátelskou) AI můžeme stvořit přesně tu věc, které se obáváme,“ nicméně tou nejlepší obranou je „povzbudit co nejvíce lidí využívat možnosti AI. Pokud ji budou využívat všichni, nezbude žádný člověk nebo jen malá skupina jedinců, kteří by měli absolutní převahu díky AI.“
Muskova a Altmanova neintuitivní strategie pokusu o snížení rizika celkové škody, kterou by mohla AI napáchat pomocí poskytnutí open-source AI všem, je kontroverzní uvnitř komunity lidí jako Musk, kteří jsou znepokojeni existenčním rizikem plynoucím z pokročilé inteligence. Filozof Nick Bostrom je ohledně Muskova přístupu skeptický: „Pokud máte tlačítko, které může napáchat škody celému světu, tak ho nechcete dát každému.“

## OpenAI Gym
27. dubna 2016 vypustila OpenAI veřejnou beta verzi takzvané „OpenAI Gym“, platformy pro výzkum posíleného učení, která se zaměřuje na poskytnutí snadno nastavitelného testu obecné inteligence s širokou škálou různých prostředí (částečně podobných, ale širších než ImageNet Large Scale Visual Recognition Challenge použitých ve výzkumu supervised learning research). Chtějí tím dosáhnout standardizace způsobu, jakým jsou prostředí definována v publikacích AI výzkumu, díky čemuž by bylo možné publikovaný výzkum snáze reprodukovat.

## Účastníci projektu
Dva spolu-předsedové projektu jsou:
- Zakladatel Tesla Motors Elon Musk, jehož majetek se v roce 2015 odhadoval na 13 miliard dolarů[2], v roce 2018 rezignoval na své místo ve správní radě kvůli možnému střetu zájmů
- Sam Altman, president startup akcelerátoru Y Combinator

Dalšími podporovateli projektu jsou:
- spoluzakladatel LinkedIn Reid Hoffman, jehož majetek se v roce 2015 odhadoval na 4 miliardy dolarů[2],
- spoluzakladatel PayPal Peter Thiel, jehož majetek se v roce 2015 odhadoval na 3 miliardy dolarů[2],
- Greg Brockman, bývalý technický ředitel společnosti Stripe,
- Jessica Livingston, zakládající partner startup akcelerátoru Y Combinator,
- Amazon Web Services, dceřiná společnost firmy Amazon poskytující cloudové služby,
- Infosys, Indická poradenská IT firma.

Vysoce postavený personál zahrnuje:
- ředitele výzkumu: Ilya Sutskevera, bývalého experta na strojové učení společnosti Google[3],
- ředitelku pro technologie OpenAI Miru Murati (od května 2022),
- technického ředitele společnosti: Greg Brockman[3].

Skupina započala svou práci na začátku ledna 2016 s týmem devíti výzkumníků. Podle magazínu Wired se Brockma potkal s Yoshuou Bengiem, jedním z „otců zakladatelů“ hlubokého učení a sestavili seznam „nejlepších výzkumníků v oboru“. Peter Lee ze společnosti Microsoft prohlásil, že hodnota nejlepších výzkumníků pokročilé inteligence přesáhla hodnotu nejlepších rozehrávačů Americké NFL. Přestože platy výzkumníků v OpenAI jsou na úrovni korporací (spíše než na úrovni neziskového sektoru), nedosahují momentálně takové výše, jakou by výzkumníci mohli mít ve společnosti Facebook či Google. Nicméně, Sutskever prohlásil, že byl ochotný opustit Google a přejít k OpenAI „částečně kvůli velmi silné skupině lidí a do značné míry kvůli jejich samotnému cíli.“ Brockam řekl, že „nejlepší věc, kterou jsem si dovedl představit, bylo posunutí lidstva blíže k vytvoření opravdové AI bezpečným způsobem.“ Výzkumník OpenAI Wojciech Zaremba prohlásil, že odmítl „s bláznovstvím hraničící“ nabídky dvojnásobku až trojnásobku jeho tržní hodnoty a místo toho se připojil k OpenAI.